# Пилатус, Роб
Роберт Пилатус (8 июня 1965 — 3 апреля 1998) — немецкий певец и танцор. Пилатус был участником знаменитого музыкального поп-дуэта Milli Vanilli.

## Биография

### Юность
Роберт Пилатус родился в Нью-Йорке, в семье американца африканского происхождения и немки. Первые четыре года своей жизни Пилатус провел в детском доме, позже его усыновила семья из Мюнхена. Пилатус рассказывал, что в детстве был изгоем в Германии. Одноклассники называли его «Кунта Кинте» в честь главного героя фильма «Корни». Пилатус покинул приемных родителей еще будучи подростком и стал работать моделью и брейкдансером. В 1987 году он выступал с группой «Wind» на конкурсе Евровидение-1987 в Брюсселе.Группа заняла второе место. В 1988 году Пилатус познакомился с Фабрисом Морваном, после работы в модельном бизнесе, они решили создать собственную поп-группу Empire Bizarre

### Milli Vanilli
Пилатус и Морван оба хотели заниматься музыкой и впоследствии их заметил музыкальный продюсер Фрэнк Фэриан, с которым они подписали контракт. Название дуэта было взято из уличной рекламы во время поездки в Турцию. Пилатус и Морван были удивлены, когда узнали, что не будут петь на своих пластинках. Сначала они отказались от этой идеи, но не смогли вернуть аванс, который они потратили на изменение своего внешнего вида, новую одежду и наращивание волос. Они решили продлить контракт на короткое время, пока не заработают достаточно денег, чтобы вернуть аванс. Это означало, что они должны были быть только лицом группы. Песни же исполняли профессиональные певцы Чарльз Шоу и Брэд Хауэлл, которые, по мнению Фэриана, были талантливыми вокалистами, но не имели коммерчески успешной внешности.
Первый платиновый альбом группы, «Girl You Know It’s True», стал мировым хитом. С альбома было выпущено пять синглов, включая три хита: «Girl i’m Gonna Miss You», «Baby Don’t Forget My Number» и «Blame It On The Rain». 21 февраля 1990 года группа Milli Vanilli выиграла премию Грэмми в номинации «Лучший новый артист» за хит Girl You Know It’s True.
Группа Milli Vanilli стала успешной и популярной в очень короткие сроки. Их привлекательная внешность и танцы только способствовали этому. Успех группы стал препятствием для расторжения контракта с Фэрианом. Популярность группы длилась несколько лет, но со временем стали ходить слухи о том, что они поют под фонограмму. Один из настоящих вокалистов группы, Чарльз Шоу, рассказал СМИ правду, но отказался от своих слов после того, как Фэриан заплатил ему 150 000 долларов.
15 ноября 1990 года, когда Пилатус и Морван настояли на том, чтобы спеть самим для следующего альбома, Фэриан признался журналистам, что они никогда не пели сами. После этого премия «Грэмми» была отозвана. Пилатус и Морван заявили в интервью, что они сами вернули премию ради справедливости. Компания Arista Records отказалась работать с группой и удалила их альбом и песни из своего каталога, сделав Girl You Know It’s True самым продаваемым альбомом, который будет снят с печати. Решение суда Соединенных Штатов позволило любому, кто купил альбом, получить возмещение убытков.
Фэриан позже попытался воссоединиться с группой, но попытка оказалась неудачной. Пилатус и Морван решили вернуться к своей обычной жизни. Спустя несколько месяцев после негативной реакции СМИ Пилатус и Морван появились в рекламе жевательной резинки, где они в шутку пели под фонограмму оперы.
В 1992 году Пилатус и Морван подписали контракт с лейблом Taj, и выпустили альбом Rob & Fab, в котором все песни пели сами, но альбом был продан только в количестве 2-х тысяч копий из-за ограниченного выпуска. Вскоре после этого лейбл обанкротился. The label went bankrupt shortly thereafter.

### Борьба
После падения группы Milli Vanilli, Пилатус злоупотреблял психоактивными веществами и совершал попытки суицида из-за негативного внимания прессы. После неудачной попытки воссоединиться Пилатус и Морван перестали общаться. В 1996 году Пилатус провел три месяца под стражей за разбойное нападение, вандализм и попытку ограбления. Фэриан оплатил шесть месяцев пребывания Пилатуса в наркологической лечебнице.

### Смерть
3 апреля 1998 года, накануне рекламного тура нового альбома Milli Vanilli, «Back and in Attack», Пилатус был найден мертвым от предполагаемой передозировки алкоголя и антидепрессантов в Kent’s Cube, недалеко от Франкфурта. Его внезапная смерть была признана случайной. Альбом так и не был выпущен. У Пилатуса остался сын Джон и сестра Кармен. Он был похоронен в Вальдфридхофе.

## Дискография

### Milli Vanilli
- All or Nothing (1988)
- The U.S.-Remix Album: All or Nothing (1989)
- Girl You Know It’s True (1989)
- The Remix Album (1990)
- Back and in Attack (1998; unreleased)
- Greatest Hits (2006)
- Girl You Know It’s True — The Best Of Milli Vanilli (2013)

### Rob and Fab
- Rob & Fab (1993)